# Edvin Lindberg
Oskar Edvin Leonard Lindberg, född 28 augusti 1898 i Malmö, död 27 augusti 1966 i Malmö, svensk kompositör och riksspelman.